# Black Mesa (Berg)
Die Black Mesa ist ein 1737 Meter hoher Tafelberg (mesa) im US-amerikanischen Bundesstaat Colorado, sowie in den angrenzenden Staaten New Mexico und Oklahoma. Die Black Mesa besteht aus Basalt und erstreckt sich über eine Länge von fast 90 km und weist eine relative Höhe von 180 Metern über dem umliegenden Gelände auf. Südlich wird der Tafelberg vom Cimarron River begleitet, der nahe Kenton den von der Nordseite kommenden Carrizo Creek aufnimmt. 

## Höchster Punkt Oklahomas
Der höchste Punkt Oklahomas liegt auf dem östlichen Teil der Black Mesa (Lage) im Cimarron County, im sogenannten Oklahoma Panhandle, dem westlichsten Teil des Bundesstaates, nahe der Grenze zu New Mexico und weist eine Höhe von 1516 Meter auf. Der Punkt ist mit einem Granitmonument markiert und befindet sich in einem 6,5 km² großen Naturschutzgebiet, dem Black Mesa Nature Preserve. Im Bereich des Naturschutzgebietes gibt es 23 seltene Pflanzen- und 8 seltene Tierarten, es lassen sich vier verschiedene Habitate unterscheiden.

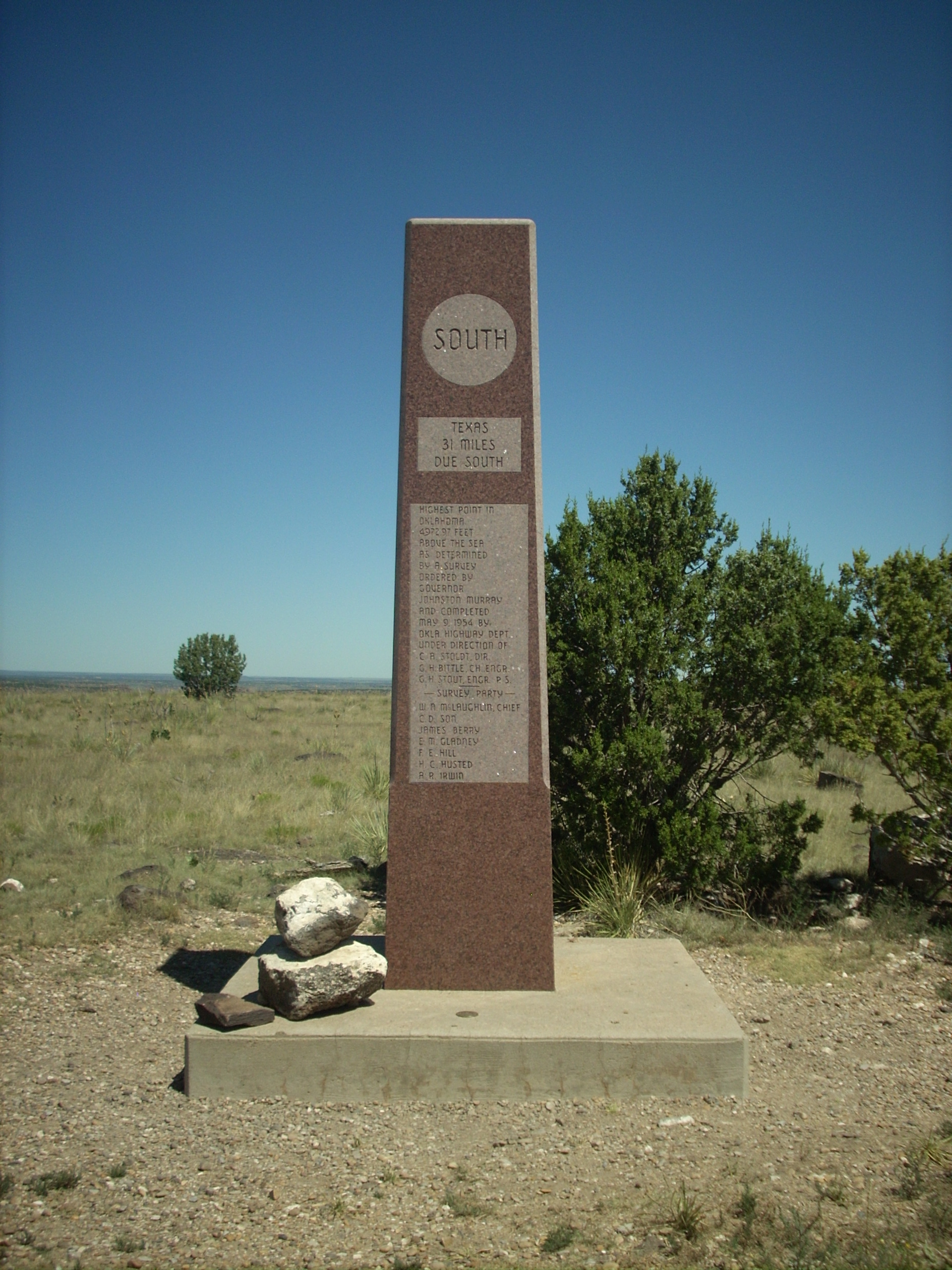
Die Markierung von Oklahomas höchstem Punkt
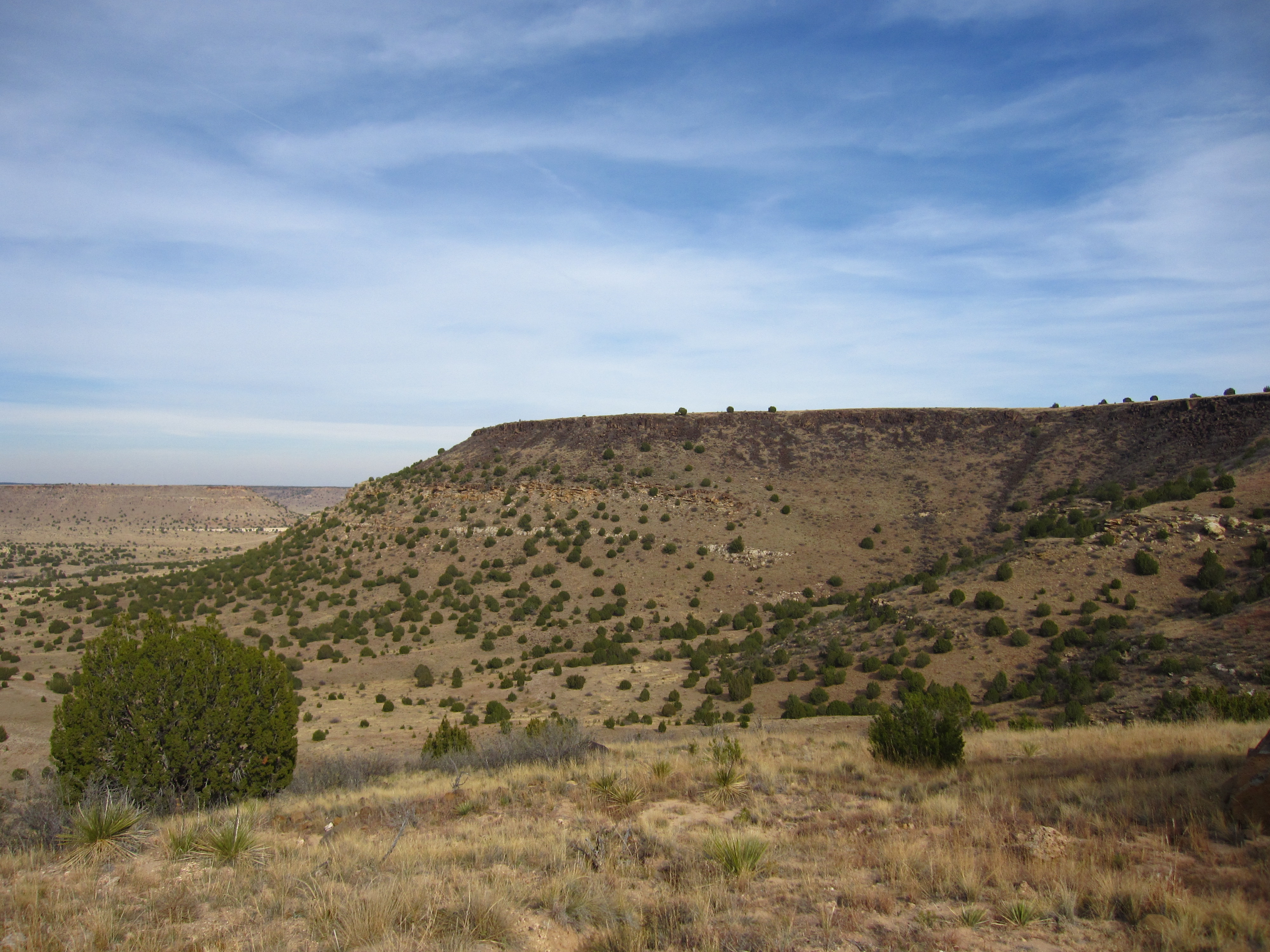
Der höchste Punkt befindet sich links hinter der Kante